# Warneton
Warneton é uma comuna francesa na região administrativa de Altos da França, no departamento do Norte. Estende-se por uma área de 4.17 km². Em 2010 a comuna tinha 241 habitantes (densidade: 57,8 hab./km²).